# 劉侃 (1948年)
劉侃（1948年-），現任屏東基督教勝利之家董事長，屏東基督教醫院董事長，中華民國劉俠（杏林子）之友會理事長，伊甸社會福利基金會董事。他的太太是來自挪威的宣教士，二人育有二子一女。